# Alfonso Castañeda
Alfonso Castaneda (Bayan ng Alfonso Castañeda) är en kommun i Filippinerna. Kommunen ligger på ön Luzon, och tillhör provinsen Nueva Vizcaya. Folkmängden uppgår till 4 808 invånare.
Alfonso Castaneda delas in i 6 barangayer.